# Liste der Streichquartette Haydns
Joseph Haydn schrieb insgesamt 68 Quartette.
Meist sind je sechs Quartette zu einer Opuszahl zusammengefasst. Heute werden die Streichquartette Haydns nach Abschnitt III des Hoboken-Verzeichnisses gezählt. Diese Zählung beruht auf dem sogenannten „Haydn-Verzeichnis“ von 1805, einer Liste der Werke (mit Notenincipit), die Haydn von einem Kopisten anfertigen ließ, in die aber versehentlich auch unechte Werke gerieten; außerdem sind die Arrangements der Sieben letzten Worte unseres Erlösers am Kreuze enthalten (daher die Gesamtzahl 83).

## Opus 1 (1762–64)
Wie bei Opus 2 stammt die Zusammenstellung zu einer Sechsergruppe hier nicht von Haydn, sondern von Verlegern. Bei Nr. 5 handelt es sich um ein fremdes Arrangement einer Sinfonie Haydns.
- Quartett in B-Dur, op. 1, Nr. 1, Hob. III:1
  1. Presto
  2. Menuet
  3. Adagio
  4. Menuet
  5. Finale: Presto
- Quartett in Es-Dur, op. 1, Nr. 2, Hob. III:2
  1. Allegro molto
  2. Menuet
  3. Adagio
  4. Menuet
  5. Finale: Presto
- Quartett in D-Dur, op. 1, Nr. 3, Hob. III:3
  1. Adagio
  2. Menuet
  3. Scherzo: Presto
  4. Menuet
  5. Finale: Presto
- Quartett in G-Dur, op. 1, Nr. 4, Hob. III:4
  1. Presto
  2. Menuet
  3. Adagio ma non tanto
  4. Menuet
  5. Finale: Presto
- Quartett in Es-Dur, op. 1, Nr. 5, Hob. III:5 (fremdes Arrangement der Sinfonie Hob. I:107)
  1. Presto
  2. Menuet
  3. Adagio
  4. Menuet
  5. Finale: Presto
- Quartett in C-Dur, op. 1, Nr. 6, Hob. III:6
  1. Presto assai
  2. Menuet
  3. Adagio
  4. Menuet
  5. Finale: Allegro

## Opus 2 (1763–65)
Zusammenstellung zu einer Sechsergruppe nicht vom Komponisten. Zwei der Werke sind fremde Arrangements von Divertimenti mit Hörnern.
- Quartett in A-Dur, op. 2, Nr. 1, Hob. III:7
  1. Allegro
  2. Menuet
  3. Adagio
  4. Menuet
  5. Finale: Allegro molto
- Quartett in E-Dur, op. 2, Nr. 2, Hob. III:8
  1. Allegro molto
  2. Menuet
  3. Adagio
  4. Menuet
  5. Finale: Presto
- Quartett in Es-Dur, op. 2, Nr. 3 (anonymes Arrangement des Divertimentos Hob. II:21), Hob. III:9
  1. Allegro molto
  2. Menuetto – Trio
  3. Adagio
  4. Menuetto – Trio
  5. Finale. Allegro
- Quartett Nr. 9 in F-Dur, op. 2, Nr. 4, Hob. III:10
  1. Presto
  2. Menuet
  3. Adagio
  4. Menuet: Allegretto
  5. Finale: Allegro
- Quartett in D-Dur, op. 2, Nr. 5 (anonymes Arrangement des Divertimentos Hob. II:22), Hob. III:11
  1. Presto
  2. Menuetto – Trio
  3. Largo cantabile alla Breve
  4. Menuetto – Trio
  5. Finale. Presto
- Quartett Nr. 10 in B-Dur, op. 2, Nr. 6, Hob. III:12
  1. Adagio
  2. Menuet
  3. Scherzo: Presto
  4. Menuet
  5. Finale: Presto

Hinzu kommt das frühe Quartett Hob. II:6 (in der Forschung bisweilen als „op. 1 Nr. 0“ bezeichnet).

## Opus 3 (sog. „Hoffstetter-Quartette“ – nicht von Haydn)
Die sechs Streichquartette op. 3 gelten heute als Werke von Roman Hoffstetter. Sie wurden 1777 in Paris bei dem Verleger Bailleux als Werke Haydns gedruckt, nach 1800 von Ignaz Pleyel in seine Gesamtausgabe der Streichquartette Haydns übernommen. Diese wiederum diente Haydns Kopisten Johann Elßler 1805 als Vorlage der Quartettliste im „Haydn-Verzeichnis“. So wurden die Quartette scheinbar von Haydn autorisiert. Aufgrund der Überlieferung (die gesamte Überlieferung geht von dem Druck von Bailleux aus, während es bei den echten frühen Quartetten zahlreiche unabhängige Abschriften gibt) äußerte schon Jens Peter Larsen (Die Haydn-Überlieferung, Kopenhagen 1939) Zweifel an der Echtheit. 1964 stellten dann Alan Tyson und H. C. Robbins Landon Haydns Autorschaft in Frage: Sie stellten fest, dass in den Stimmensätzen der ersten beiden Quartette in Bailleux’ Druck zu erkennen ist, dass aus ihnen der Name Hoffstetters getilgt wurde. Landon und Tyson schlossen daraus, dass Hoffstetter vermutlich der Verfasser aller sechs Werke sei, und Bailleux sie aus Absatzgründen unter dem Namen des bekannteren Haydn verkauft habe. Dieser These schlossen sich späterhin die meisten Haydn-Forscher an, daher gelten heute die Quartette als unecht. Ein 1986 veröffentlichter Aufsatz von Günther Zuntz, der Tyson und Landon gravierende philologische Fehler unterstellte und für die Beibehaltung der Zuschreibung an Haydn eintrat, blieb dagegen weitgehend unbeachtet. Insbesondere das fünfte Quartett – das sogenannte „Serenadenquartett“ – war ausgesprochen beliebt, solange es noch als Werk Haydns galt.
- Quartett in E-Dur, op. 3, Nr. 1, Hob. III:13
- Quartett in C-Dur, op. 3, Nr. 2, Hob. III:14
- Quartett in G-Dur, op. 3, Nr. 3, Hob. III:15
- Quartett in B-Dur, op. 3, Nr. 4, Hob. III:16
- Quartett in F-Dur, op. 3, Nr. 5 („Serenadenquartett“), Hob. III:17
- Quartett in A-Dur, op. 3, Nr. 6, Hob. III:18

## Opus 9 (1769)
- Quartett in d-Moll, op. 9, Nr. 4, Hob. III:22
  1. Moderato
  2. Menuet
  3. Adagio: Cantabile
  4. Finale: Presto
- Quartett in C-Dur, op. 9, Nr. 1, Hob. III:19
  1. Moderato
  2. Menuet: Un poco allegretto
  3. Adagio
  4. Finale: Presto
- Quartett in G-Dur, op. 9, Nr. 3, Hob. III:21
  1. Moderato
  2. Menuet: Allegretto
  3. Largo
  4. Finale: Presto
- Quartett in Es-Dur, op. 9, Nr. 2, Hob. III:20
  1. Moderato
  2. Menuet
  3. Adagio: Cantabile
  4. Finale: Allegro di molto
- Quartett in B-Dur, op. 9, Nr. 5, Hob. III:23
  1. Poco adagio
  2. Menuet: Allegretto
  3. Largo: Cantabile
  4. Finale: Presto
- Quartett in A-Dur, op. 9, Nr. 6, Hob. III:24
  1. Presto
  2. Menuet
  3. Adagio
  4. Finale: Presto

## Opus 17 (1771)
- Quartett in F-Dur, op. 17, Nr. 2, Hob. III:26
  1. Moderato 

  2. Menuetto: Allegretto 

  3. Adagio 

  4. Finale: Allegro di molto

- Quartett in E-Dur, op. 17, Nr. 1, Hob. III:25
  1. Moderato 

  2. Menuetto: Allegretto 

  3. Adagio 

  4. Finale: Presto

- Quartett in c-Moll, op. 17, Nr. 4, Hob. III:28
  1. Moderato
  2. Menuetto: Allegretto
  3. Adagio cantabile
  4. Finale: Allegro
- Quartett in D-Dur, op. 17, Nr. 6, Hob. III:30
  1. Presto
  2. Menuetto
  3. Largo
  4. Presto
- Quartett In Es-Dur, op. 17, Nr. 3, Hob. III:27
  1. Andante grazioso
  2. Menuetto: Allegretto
  3. Adagio
  4. Allegro molto
- Quartett in G-Dur, op. 17, Nr. 5, Hob. III:29
  1. Moderato
  2. Menuetto
  3. Adagio
  4. Presto

## Opus 20, die „Sonnenquartette“ (1772)
Der Beiname geht auf die Darstellung einer Sonne auf dem Titel einer späteren Ausgabe zurück.
- Quartett in f-Moll, op. 20, Nr. 5, Hob. III:35
  1. Moderato 

  2. Menuet 

  3. Adagio 

  4. Finale: Fuga a due soggetti

- Quartett in A-Dur, op. 20, Nr. 6, Hob. III:36
  1. Allegro di molto e scherzando 

  2. Adagio 

  3. Menuet 

  4. Fuga con tre soggetti

- Quartett in C-Dur, op. 20, Nr. 2, Hob. III:32
  1. Moderato 

  2. Capriccio: Adagio 

  3. Menuet: Allegretto 

  4. Fuga a quattro soggetti
- Quartett in g-Moll, op. 20, Nr. 3, Hob. III:33
  1. Allegro con spirito 

  2. Menuet: Allegretto 

  3. Poco adagio 

  4. Finale: Allegro di molto

- Quartett in D-Dur, op. 20, Nr. 4, Hob. III:34
  1. Allegro di molto 

  2. Un poco adagio e affettuoso 

  3. Menuet alla Zingarese: Allegretto 

  4. Presto e scherzando

- Quartett in Es-Dur, op. 20, Nr. 1, Hob. III:31
  1. Allegro moderato 

  2. Menuet: Un poco allegretto 

  3. Affettuoso e sostenuto 

  4. Finale: Presto

## Opus 33 „Russische Quartette“ (1781)
Die Quartette sind – allerdings erst in einer späteren Ausgabe und nicht auf Veranlassung Haydns – dem 1781 in Wien weilenden Großherzog Paul von Russland gewidmet, daher der Beiname. Weitere Beinamen sind „Jungfernquartette“ (nach der Darstellung einer jungen Frau auf dem Titel einer späteren Ausgabe) und „Gli Scherzi“.
Mit ihnen schuf Haydn Streichquartette von völlig neuem Typus („auf eine gantz neue besondere Art“, wie er in einem Brief schreibt). So haben die Kopfsätze eine Durchführung und folgen der Sonatenhauptsatzform. Das Menuett wurde durch ein Scherzo ersetzt.
Die Russischen Quartette erregten großes Aufsehen, besonders Mozart beeinflussten sie sehr. Mozart schrieb 1782 bis 1785 nach Haydns Vorbild sechs Quartette, unter ihnen das „Dissonanzen-Quartett“, die den Höhepunkt in Mozarts Quartettschaffen markieren.
- Quartett in h-Moll, op. 33, Nr. 1, Hob. III:37
  1. Allegro moderato 

  2. Scherzo 

  3. Andante 

  4. Finale
- Quartett in Es-Dur, op. 33, Nr. 2 („Der Scherz“), Hob. III:38
  1. Allegro moderato 

  2. Scherzo 

  3. Largo e sostenuto 

  4. Finale

- Quartett in C-Dur, op. 33, Nr. 3 („Vogelquartett“), Hob. III:39
  1. Allegro moderato 

  2. Scherzo: Allegretto 

  3. Adagio ma non troppo 

  4. Finale: Rondo. Presto
- Quartett in B-Dur, op. 33, Nr. 4, Hob. III:40
  1. Allegro moderato 

  2. Scherzo: Allegretto 

  3. Largo 

  4. Finale: Presto
- Quartett in G-Dur, op. 33, Nr. 5 („Wie geht es dir?“), Hob. III:41
  1. Vivace assai 

  2. Largo e cantabile 

  3. Scherzo 

  4. Finale
- Quartett in D-Dur, op. 33, Nr. 6, Hob. III:42
  1. Vivace assai 

  2. Andante 

  3. Scherzo: Allegretto 

  4. Finale: Allegretto

## Opus 42 (1785)
- Quartett in d-Moll, op. 42, Hob. III:43
  1. Andante ed innocentemente 
 
  2. Menuetto: Allegretto 
 
  3. Adagio e cantabile 
 
  4. Finale: Presto

## Opus 50 „Preußische Quartette“ (1787)
Die dem König Friedrich Wilhelm II. von Preußen gewidmeten Quartette entwickeln den in op. 33 gefundenen klassischen Musizierstil weiter. Basierend auf einer eher schlichten Thematik, wird besonders in den Kopfsätzen das motivische Material kunstvoll verarbeitet, wobei jedes Instrument gleichwertig behandelt wird.
Besonders das erste Quartett zeigt im ersten Satz ein Triolenmotiv über einem klopfenden Bass, das den ganzen Satz bestimmt.
Die langsamen Sätze erreichen eine vorher nicht gekannte Kantabilität.
- Quartett in B-Dur, op. 50, Nr. 1, Hob. III:44
  1. Allegro 

  2. Adagio non lento 

  3. Menuetto: Poco allegretto 

  4. Finale: Vivace
- Quartett in C-Dur, op. 50, Nr. 2, Hob. III:45
  1. Vivace 

  2. Adagio: Cantabile 

  3. Menuetto: Allegretto 

  4. Finale: Vivace assai

- Quartett in Es-Dur, op. 50, Nr. 3, Hob. III:46
  1. Allegro con brio 

  2. Andante più tosto Allegretto 

  3. Menuetto: Allegretto 

  4. Finale: Presto
- Quartett in fis-Moll, op. 50, Nr. 4, Hob. III:47
  1. Allegro spirituoso 

  2. Andante 

  3. Menuetto: Poco allegretto 

  4. Finale: Fuga – Allegro moderato
- Quartett in F-Dur, op. 50, Nr. 5, Hob. III:48
  1. Allegro moderato 

  2. Poco adagio 

  3. Menuetto: Allegretto 

  4. Finale: Vivace
- Quartett in D-Dur, op. 50, Nr. 6 („Froschquartett“), Hob. III:49
  1. Allegro 

  2. Poco adagio 

  3. Menuetto: Allegretto 

  4. Finale: Allegro con spirito

## Opus 51 (1787)
- „Die sieben letzten Worte unseres Erlösers am Kreuz“, op. 51, Hob. III:50–56 (Transkription des gleichnamigen Werkes für Orchester)
  1. L’Introduzione: Maestoso ed adagio 
 
  2. Sonata I: Pater, dimitte illis, non enim sciunt, quid faciunt (Largo) 
 
  3. Sonata II: Amen dico tibi: hodie mecum eris in paradiso (Grave e cantabile) 
 
  4. Sonata III: Mulier, ecce filius tuus, et tu, ecce mater tua! (Grave) 
 
  5. Sonata IV: Eli, Eli, lama asabthani? (Largo) 
 
  6. Sonata V: Sitio (Adagio) 
 
  7. Sonata VI: Consummatum est! (Lento) 
 
  8. Sonata VII: Pater! In manus tuas commendo spiritum meum (Largo) 
 
  9. Il terremoto (Presto e con tutta la forza)

## Opus 54/55 „Tost-Quartette I und II“ (1788)
„Erste Tost-Quartette“, da für den ehemaligen Esterházyschen Hofmusiker und späteren Wiener Kaufmann Johann Tost komponiert; Tost verkaufte die Quartette an verschiedene Verleger. Die sechs Quartette erschienen teils in zwei Einzelheften (daher haben sich die unterschiedlichen Opuszahlen 54 und 55 für je drei Quartette eingebürgert).
- Quartett in C-Dur, op. 54, Nr. 2, Hob. III:57
  1. Vivace 
 
  2. Adagio 
 
  3. Menuetto: Allegretto 
 
  4. Finale: Adagio – Presto – Adagio

- Quartett in G-Dur, op. 54, Nr. 1, Hob. III:58
  1. Allegro con brio 
 
  2. Allegretto 
 
  3. Menuetto: Allegretto 
 
  4. Finale: Presto

- Quartett in E-Dur, op. 54, Nr. 3, Hob. III:59
  1. Allegro 
 
  2. Largo cantabile 
 
  3. Menuetto: Allegretto 
 
  4. Finale: Presto

- Quartett in A-Dur, op. 55, Nr. 1, Hob. III:60
  1. Allegro 
 
  2. Adagio cantabile 
 
  3. Menuetto 
 
  4. Finale: Vivace

- Quartett in f-Moll, op. 55, Nr. 2 („Rasiermesser-Quartett“), Hob. III:61
  1. Andante o più tosto allegretto 
 
  2. Allegro 
 
  3. Menuetto: Allegretto 
 
  4. Finale: Presto

- Quartett in B-Dur, op. 55, Nr. 3, Hob. III:62
  1. Vivace assai 
 
  2. Adagio ma non troppo 
 
  3. Menuetto 
 
  4. Finale: Presto

## Opus 64 „Tost-Quartette III“ (1790)
„Zweite Tost-Quartette“, wie die Vorgänger-Serie zur Vermarktung durch Tost geschrieben. In einer frühen Ausgabe mit einer Widmung für Tost versehen (nicht von Haydn veranlasst).
- Quartett in C-Dur, op. 64, Nr. 1, Hob. III:65
  1. Allegro moderato 
 
  2. Menuetto: Allegretto ma non troppo 
 
  3. Allegretto scherzando 
 
  4. Finale: Presto

- Quartett in h-Moll, op. 64, Nr. 2, Hob. III:68
  1. Allegro spiritoso 
 
  2. Adagio ma non troppo 
 
  3. Menuetto: Allegretto 
 
  4. Finale: Presto

- Quartett in B-Dur, op. 64, Nr. 3, Hob. III:67
  1. Vivace assai 
 
  2. Adagio 
 
  3. Menuetto: Allegretto 
 
  4. Finale: Allegro con spirito

- Quartett in G-Dur, op. 64, Nr. 4, Hob. III:66
  1. Allegro con brio 
 
  2. Menuetto: Allegretto 
 
  3. Adagio: Cantabile e sostenuto 
 
  4. Finale: Presto
- Quartett in D-Dur, op. 64, Nr. 5 („Lerchenquartett“), Hob. III:63
  1. Allegro moderato 
 
  2. Adagio cantabile 
 
  3. Menuetto: Allegretto 
 
  4. Finale: Vivace
- Quartett in Es-Dur, op. 64, Nr. 6, Hob. III:64
  1. Allegretto 
 
  2. Andante 
 
  3. Menuetto: Allegretto 
 
  4. Finale: Presto

## Opus 71/74 „Apponyi-Quartette“ (1793)
Auf Bestellung von Anton Georg Graf Apponyi geschrieben und diesem in der Originalausgabe gewidmet. Die sechs Quartette erschienen in zwei Einzelheften (daher haben sich die unterschiedlichen Opuszahlen 71 und 74 für je drei Quartette eingebürgert).
- Quartett in B-Dur, op. 71, Nr. 1, Hob. III:69
  1. Allegro 
 
  2. Adagio 
 
  3. Menuetto: Allegretto 
 
  4. (Finale): Vivace
- Quartett in D-Dur, op. 71, Nr. 2, Hob. III:70
  1. Adagio – Allegro 
 
  2. Adagio (cantabile) 
 
  3. Menuetto: Allegretto 
 
  4. Finale: Allegretto
- Quartett in Es-Dur, op. 71, Nr. 3, Hob. III:71
  1. Vivace 
 
  2. Andante con moto 
 
  3. Menuetto 
 
  4. Finale: Vivace

- Quartett in C-Dur, op. 74, Nr. 1, Hob. III:72
  1. Allegro (moderato) 
 
  2. Andantino (grazioso) 
 
  3. Menuetto: Allegro 
 
  4. Finale: Vivace
- Quartett in F-Dur, op. 74, Nr. 2, Hob. III:73
  1. Allegro spiritoso 
 
  2. Andante grazioso 
 
  3. Menuetto 
 
  4. Finale: Presto
- Quartett in g-Moll, op. 74, Nr. 3 („Reiterquartett“), Hob. III:74
  1. Allegro 
 
  2. Largo assai 
 
  3. Menuetto: (Allegretto) 
 
  4. Finale: Allegro con brio

## Opus 76 „Erdődy-Quartette“ (1797)
Sie sind im Auftrag des Grafen Joseph Erdődy entstanden und diesem in der 1799 erschienenen Erstausgabe gewidmet (daher der Beiname „Erdődy-Quartette“). Wie bereits in der vorangegangenen Gruppe sind diese Quartette nicht mehr nur für einen kleinen Zuhörerkreis geschrieben, sondern für den Konzertsaal.
In der Gruppe findet man eines der bekanntesten Streichquartette Haydns, das „Kaiserquartett“ mit den Variationen über „Gott erhalte Franz, den Kaiser“, die Österreichische Kaiserhymne und das spätere Deutschlandlied.
- Quartett in G-Dur, op. 76, Nr. 1, Hob. III:75
  1. Allegro con spirito 
 
  2. Adagio sostenuto 
 
  3. Menuet: Presto 
 
  4. Finale. Allegro ma non troppo
- Quartett in d-Moll, op. 76, Nr. 2 („Quintenquartett“), Hob. III:76
  1. Allegro 
 
  2. Andante o più tosto allegretto 

  3. Menuetto. Allegro ma non troppo 
 
  4. Finale. Vivace assai
- Quartett in C-Dur op. 76, Nr. 3 („Kaiserquartett“), Hob. III:77
  1. Allegro 
 
  2. Poco adagio. Cantabile – Variationen I–IV 
 
  3. Menuetto 
 
  4. Finale. Presto
- Quartett in B-Dur, op. 76, Nr. 4 („Sonnenaufgang“), Hob. III:78
  1. Allegro con spirito 
 
  2. Adagio 
 
  3. Menuet. Allegro 
 
  4. Finale. Allegro ma non troppo
- Quartett in D-Dur, op. 76, Nr. 5, Hob. III:79
  1. Allegretto – Allegro 
 
  2. Largo cantabile e mesto 
 
  3. Menuetto 
 
  4. Finale. Presto
- Quartett in Es-Dur, op. 76, Nr. 6, Hob. III:80
  1. Allegretto – Allegro 
 
  2. Fantasia. Adagio 
 
  3. Menuetto 
 
  4. Finale. Allegro spirituoso

## Opus 77 „Lobkowitz-Quartette“ (1799)
Entstanden im Auftrag des Fürsten Franz Joseph Maximilian von Lobkowitz und diesem in der Erstausgabe gewidmet. Lobkowitz hatte eine Gruppe von sechs Quartetten in Auftrag gegeben, von denen Haydn aus Altersgründen aber nur zwei vollenden konnte.
- Quartett in G-Dur, op. 77, Nr. 1 („Komplimentierquartett“), Hob. III:81
  1. Allegro moderato 

  2. Adagio 

  3. Menuetto: Presto 

  4. Finale: Presto
- Quartett in F-Dur, op. 77, Nr. 2, Hob. III:82
  1. Allegro moderato 

  2. Menuet: Presto 

  3. Andante 

  4. Finale: Vivace assai

## Opus 103 (1803)
- Quartett in d-Moll, op. 103, Hob. III:83 (unvollständig, nur Sätze 2 & 3). Sollte ursprünglich zu den sechs Quartetten für Lobkowitz gehören. Das Fragment wurde 1806 mit einer Widmung an den Grafen Moritz Fries veröffentlicht.
  1. Andante grazioso 

  2. Menuetto ma non troppo presto